# Yokota Air Base

i7
i11
i13
Die Yokota Air Base (kurz: Yokota AB; japanisch 横田飛行場 Yokota Hikōjō, IATA-Code: OKO, ICAO-Code: RJTY) ist ein Joint-Operations-Luftwaffenstützpunkt der US-Luftwaffe und den japanischen Selbstverteidigungskräften auf der japanischen Hauptinsel Honshū nahe Fussa, rund 35 Kilometer westlich von Tokio.
Der eine Fläche von circa 710 Hektar umfassende Stützpunkt verfügt über eine Start- und Landebahn von rund 3.350 Meter Länge.

## Geschichte
Die Kaiserlich Japanische Armee betrieb im Zweiten Weltkrieg ab März 1940 einen Flugplatz nahe Yokota, der als Tama-Flugfeld und auch Fussa-Flugfeld bekannt war. Hier fanden Tests neuer Flugzeuge und das Training von Wartungspersonal statt. Nach der Kapitulation Japans übernahm die 1. Kavalleriedivision der US-Streitkräfte am 4. September 1945 die Basis und nannte sie ab dem 23. September 1945 Yokota Army Airfield. Das US-Militär nutzte es zunächst bis zum Jahresende für Lufttransporteinsätze mit C-46 Commando. Nach einer achtmonatigen Sanierung öffnete der Stützpunkt am 15. August 1946 wieder als Yokota Army Airbase und hieß ab dem 26. September 1947 Yokota Air Force Base.
Vom 16. bis 17. Juli 1952 flogen zur Verstärkung der US-Luftstreitkräfte im Koreakrieg 58 Republic F-84 von der Turner Air Force Base in Georgia über den Pazifik mit Zwischenlandungen auf mehreren Inseln zur Yokota Air Force Base.
Am 17. November 1955 erhielt der Stützpunkt seinen heutigen Namen Yokota Air Base. Im Laufe der Jahre diente Yokota als Stützpunkt für verschiedene Kampfflugzeuge und Bomber der US-Luftwaffe, darunter B-29 Superfortress, B-57 Canberra, P-51 Mustang und F-102 Delta Dagger.
Während des Vietnamkrieges spielte Yokota eine wichtige Rolle für den Lufttransport von und zum Kriegsgebiet. 1971 verlegte die USAF ihre Kampfeinheiten zu den anderen japanischen Stützpunkten Kadena Air Base und Misawa Air Base, Yokota wurde zum pazifischen Drehkreuz für den strategischen Lufttransport der US-Luftwaffe. Im Herbst 1974 wechselten die Hauptquartiere der USFJ und der 5. Luftflotte von der Fuchu Air Station nach Yokota. Am 1. April 1992 übernahm das 374. Lufttransportgeschwader der PACAF die Standortleitung. Dessen prinzipielle Transportfliegerstaffel ist die 36th Airlift Squadron, die mit der C-130 ausgerüstet ist (bis 2017 C-130H, seither C-130J). Daneben betreibt das Geschwader eine Hubschrauberstaffel.

## Spätere Nutzung
Rund 3.400 Militärangehörige arbeiteten Ende 2005 auf der Basis. Geleitet wird sie vom 374. Lufttransportgeschwader der 5. Luftflotte der Pacific Air Forces (PACAF) und ist gleichzeitig Hauptquartier der 5. Luftflotte und der United States Forces Japan (USFJ). In Yokota sind Luftfahrzeuge des Typs C-21, C-130 Hercules und UH-1N stationiert. Außerdem befindet sich hier eine Niederlassung des American Forces Network (AFN Tokyo), ein Militärhospital sowie das Pacific Technical Center (PTC) der NSA auf dem Gelände.

## Zwischenfälle
- Am 22. März 1957 verschwand eine Boeing C-97C Stratofreighter der United States Air Force (USAF) (Luftfahrzeugkennzeichen 50-702) unterwegs vom Flugplatz Wake Island (Außengebiet der Vereinigten Staaten) zur Yokota Air Base. Die Maschine ging ungefähr 320 Kilometer südöstlich von Tokio im Pazifik unter. Alle 67 Insassen, zehn Besatzungsmitglieder und 57 Passagiere, kamen ums Leben. Es war der schwerste Unfall einer C-97, gemessen an der Anzahl der Todesopfer.[3]